# 柳辛庄站 (地铁)
柳辛庄站是石家庄地铁2号线的地铁车站，位于中华人民共和国河北省石家庄市长安区胜利北街与顺柳巷交叉口地下，为2号线北端终点站，于2020年8月26日开通。

## 车站结构
柳辛庄站位于胜利北街与顺柳巷交叉口，沿胜利北街呈南北向布置，为地下两层岛式站台车站，车站长390米，车站地下一层为站厅层，地下二层为站台层，站台设置全高站台门。车站南侧设有一组交叉渡线，供列车站前折返使用，日常仅使用西侧站台。
| 地面              | 出入口 | B1、B2、C、D出入口                                                                                       |
| 地下一层          | 站厅   | 客服中心、自动售票机、验票机                                                                             |
| 地下二层          | 站台   | \| \| \| █ 2号线备用停车线 \| \| 島式 · 開右邊车门 \| \| \| \| \| \| █ 2号线往嘉华路（庄窠·铁道大学） \| |
|                   |        | █ 2号线备用停车线                                                                                        |
| 島式 · 開右邊车门 |        | |
|                   |        | █ 2号线往嘉华路（庄窠·铁道大学）                                                                         |

## 车站出口
柳辛庄站共有4个出入口，各出口及周围设施如下所示：
| 出口编号                                 | 照片 | 地点             | 可到达目的地   |
| ---------------------------------------- | ---- | ---------------- | -------------- |
| 出口 · B · 1 · 升降机标志 · 扶手电梯标志 |      | 胜利北街（东侧） | 建北综合市场   |
| 出口 · B · 2 · 扶手电梯标志              |      | 胜利北街（东侧） | 北方大厦       |
| 出口 · C · 扶手电梯标志                  |      | 胜利北街（西侧） | 河北省胸科医院 |
| 出口 · D · 扶手电梯标志                  |      | 胜利北街（西侧） | 化肥四区       |
| 註： 設有 \| 設有扶手電梯                |      |                  |                |

## 接驳交通

### 公交车
- 柳辛庄(新兴皮肤病医院)：2路，77路，112路，131路，148路，164路，801路，805路

## 历史
车站建设时期工程名为西古城站，开通前确定以柳辛庄站作为车站正式名称。
- 2020年8月26日，本站随2号线通车一同开通[1]。
- 2021年1月9日，受新冠疫情影响，车站暂停运营[3]。2月19日，车站恢复运营[4]。
- 2022年8月28日，受新冠疫情影响，车站暂停运营[5]。9月6日，车站恢复运营[6]。